# 唐津市有線テレビジョン
唐津市有線テレビジョン（からつしゆうせんテレビジョン）は、佐賀県唐津市が運営しているケーブルテレビ施設である。唐津市有線テレビジョンにより実施されている行政放送「チャンネルからつ」についても述べる。

## 概要
唐津市では合併前の旧町村を含めてアナログテレビジョン放送難視対策としての共同受信施設が多数存在していた。テレビジョン放送のデジタル化に際し、これらをどう切り替えていくかが大きな課題となった。
そこで唐津市は市内に多数存在した中小の共同受信施設を統廃合し、市がインターネット通信環境の改善を兼ね回線を整備することにし“ケーブルテレビ格差”是正も図った。
「チャンネルからつ」は、唐津市の行政に関するあらゆる情報を提供する放送として位置づけられ唐津市役所総務部広報公聴課が制作している。

## 沿革
- 2006年（平成18年）2月 - 唐津市地域情報化計画が作成され、パブリックコメントにより市民の意見募集が実施される。
- 2007年（平成19年）4月 - 行政放送が統合され唐津市全域で、「チャンネルからつ」の放送となる[1]。
- 2009年（平成21年）
  - 4月 - 離島で有線テレビ事業開始。
  - 11月 - 厳木・肥前地区で有線テレビ事業開始[2]。

## サービスエリア
基本的に佐賀県唐津市全域であるが、業務委託先である唐津ケーブルテレビジョン並びにネットフォーの自社設備エリアを除く。なお「チャンネルからつ」は唐津ケーブルテレビジョン・ネットフォーでも放送されている。

### 唐津センター
唐津センターについては、唐津市地域情報化計画により平成大合併前の旧市域における中小の共同受信設備を置き換える目的で設置された。
この置き換えにより廃止された施設は以下の通りで、廃止前はこれらの施設における自主放送にも行政放送「チャンネルからつ」が配信されていた。
湊塩田共聴施設、浦テレビ共同受信施設、唐房共同受信施設、唐房有線テレビ共同施設、八幡テレビ共同受信施設、佐志中通・浜町テレビ有線施設、佐志町テレビジョン共同受信施設、佐志中里テレビ共同受信施設、佐志南テレビ共同受信施設、佐志中通テレビ共同受信施設、美帆ヶ丘テレビ共同受信施設、枝去木テレビ共同受信施設、田代テレビ共同受信施設、力石・野中地区テレビ共同受信施設、大良テレビ共同受信施設、後川内テレビ共同受信施設、梨川内テレビ共同受信施設、唐ノ川テレビ共同受信施設、竹木場テレビ共同受信施設、半田地区テレビジョン共同受信施設、矢作テレビ共同受信施設、鏡テレビ共同受信組合、唐津市浜玉ケーブルネットワーク、北波多村有線テレビ

## 所在地
「浜玉センター」以外は、市役所本庁・支所の所在地となっている。
| センター名 | 所在地                                                     | 保守業務委託先           | 備考                   |
| ---------- | ---------------------------------------------------------- | ------------------------ | ---------------------- |
| 唐津       | 西城内1番1号                                               |                          | 市内共聴設備の代替目的 |
| 浜玉       | 浜玉町浜崎1290番地2 （旧・唐津市浜玉ケーブルネットワーク） | 唐津ケーブルテレビジョン |                        |
| 厳木       | 厳木町厳木997番地                                          | 唐津ケーブルテレビジョン |                        |
| 相知       | 相知町相知2055番5                                          | 唐津ケーブルテレビジョン |                        |
| 北波多     | 北波多徳須恵1097番地4 （旧・北波多村有線テレビ）           | 唐津ケーブルテレビジョン |                        |
| 肥前       | 肥前町入野甲1703番地                                       | 唐津ケーブルテレビジョン |                        |
| 七山       | 七山滝川1254番地                                           | 唐津ケーブルテレビジョン |                        |
| 鎮西       | 鎮西町名護屋1530番地                                       | ネットフォー             |                        |
| 呼子       | 呼子町呼子1995番地1                                        | ネットフォー             | 主に離島部を対象とする |

## 主な放送チャンネル

### テレビ局
アナログテレビジョン放送の廃止により、アナログ系統は「デジ・アナ変換」へ移行した。遅くとも2015年3月末で終了。
| デジタル | アナログ   | アナログ | アナログ       | 放送局                                    |
| デジタル | 呼子・鎮西 | その他   | 浜玉・七山旧ch | 放送局                                    |
| -------- | ---------- | -------- | -------------- | ----------------------------------------- |
| 01       | 03         | 03       | 03             | NHK佐賀総合                               |
| 02       | 12         | 09       | 11             | NHK佐賀 Eテレ                             |
| 03       | 08         | 06       | 10             | sts サガテレビ                            |
| 04       | 04         | 04       | 04             | RKB毎日放送                               |
| 05       | 06         | 08       | 08             | FBS 福岡放送                              |
| 06       | 01         | 01       | 06             | KBC 九州朝日放送                          |
| 07       | 10         | 11       | 05             | TVQ九州放送                               |
| 08       | 09         | 10       |                | TNC テレビ西日本                          |
| 11       | 05         | 12       | 12             | 唐津ケーブルテレビジョン「ぴーぷる放送」  |
| 12       | 02         | 02       | 02             | 唐津市行政チャンネル「チャンネルからつ」  |
|          |            | 05       | 05             | 唐津ケーブルテレビジョン チャンネルガイド |
|          | 05         |          |                | チャンネル5（ネットフォー）               |
|          | 11         |          |                | リクエストチャンネル（ネットフォー）      |

- 浜玉・七山エリアは唐津市浜玉ケーブルネットワーク廃止に合わせ、チャンネルパターンを主要他地区に揃えた。
  - 七山エリアでは統合前、アナログ1チャンネルでNHK BS1、アナログ9チャンネルでNHK BS2を配信していた。
- 呼子・鎮西エリア以外では多チャンネル放送が実施されており、唐津ケーブルテレビジョンと契約して視聴する。